# Suc de rodii

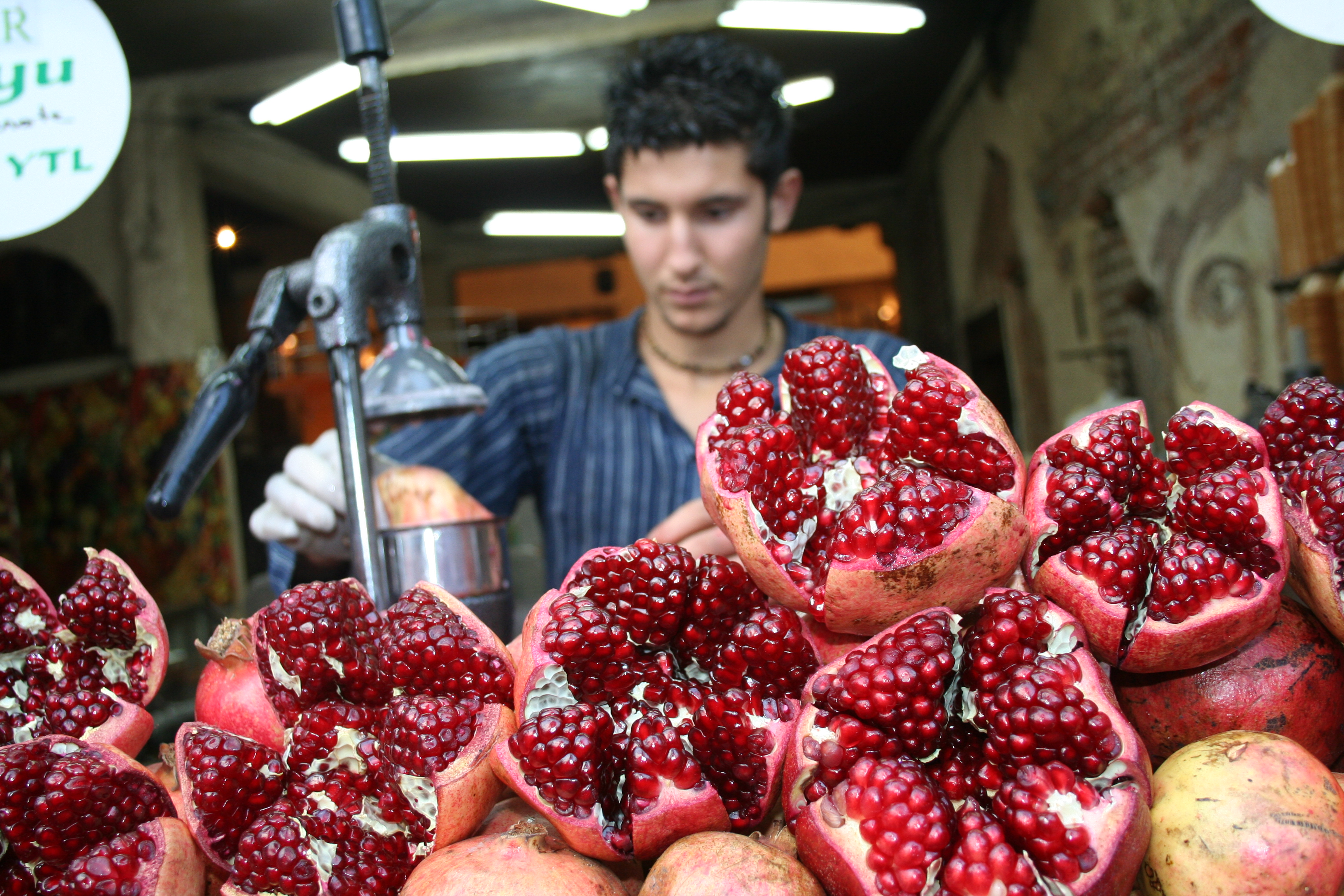
Prepararea sucului de rodii într-o piață din Turcia

Sucul de rodii este cunoscut din vremuri vechi de către persani, Iranul de astăzi. Există și un basm românesc, "Cele trei rodii aurite" de Petre Ispirescu.
Se obține prin presarea boabelor roșii (de mărimea celor de porumb) aflate în interiorul rodiei. Părțile albe din interiorul rodiei sunt și ele bogate în elemente nutritive, dar au gust astringent (lasă gura pungă). 
Este posibil să aibă rol în:
- reducerea riscului de cancer (există un studiu din 2006, al lui Pantuck, A. privind o scădere semnificativă a antigenului cancerului de prostată, dacă se consumă un pahar de 250 ml zilnic.[1].
- reducerea colesterolului (observat doar în studii la scară mică)
- protejarea față de blocarea arterelor (prin aportul de antioxidanți, asemănător ceaiului negru, grapefruitului roșu, sau a vinului roșu, cu care se și aseamănă ca proprietăți optice: culoare, transparență), dar efectele curative nu au fost validate.

Un dezavantaj este conținutul mare în zaharuri cu absorbție rapidă. 
Un pahar de 250 ml de suc de rodii conține necesarul de doza zilnică recomandată pentru un adult în proporție de:
- 50% pentru vitaminele A, C, E
- 100% pentru acidul folic (poate fi luat și din cereale integrale)
- 13 % pentru potasiu (K), dar potasiul poate fi luat și din banane care au un conținut scăzut în zaharuri cu absorbție rapidă.